# Talien Jifang FC
A Talien Jifang (大连一方) egy 2009-ben alapított labdarúgócsapat, amely a Kínai Szuper Ligában szerepel, majd 2024 elején megszűnt magas adósságai miatt. A csapat a Talieni Sportcentrumban lép pályára hazai mérkőzésein.

## Név változtatások
- 2009–2015 "Dalian Aerbin FC" 大连阿尔滨 (Talien Aerpin)
- 2015–2019 "Dalian Yifang FC" 大连一方 (Talien Jifang)
- 2020–2024 "Dalian Pro FC" 大连人职业足球俱乐部 (Talien Pro)

## Keret
2018. március 1-i állapot szerint.
| #  |     | Poszt | Név              |
| -- | --- | ----- | ---------------- |
| 1  | CHN | K     | Csang Csung ()   |
| 3  | CHN | V     | SanPengfej       |
| 4  | CHN | V     | Li Suaj          |
| 6  | CHN | KP    | Csu Hsziaokang   |
| 7  | CHN | V     | Vang Liang       |
| 8  | CHN | CS    | Csu Ting         |
| 9  | ARG | KP    | Nicolás Gaitán   |
| 10 | BEL | KP    | Yannick Carrasco |
| 11 | CHN | KP    | Szun Kuoven      |
| 12 | CHN | V     | Csou Ting        |
| 13 | CHN | V     | Vang Jaopeng     |
| 14 | CHN | V     | Jen Peng         |
| 15 | CHN | KP    | Csin Csiang      |
| 17 | CHN | KP    | Csang Huj        |
| 18 | CHN | KP    | Vang Hsziencsün  |

| #  |     | Poszt | Név             |
| -- | --- | ----- | --------------- |
| 19 | CHN | K     | Jü Cecsien      |
| 20 | CHN | KP    | Vang Csinhszien |
| 21 | CHN | KP    | Liu Jingcsen    |
| 22 | CHN | V     | Tung Jenfeng    |
| 23 | CHN | K     | Csen Csünlin    |
| 26 | CHN | KP    | Cuj Mingan      |
| 27 | CHN | V     | Cseng Csienfeng |
| 28 | COL | CS    | Duvier Riascos  |
| 29 | CHN | KP    | Szun Po         |
| 30 | ZIM | CS    | Nyasha Mushekwi |
| 33 | CHN | CS    | Csao Hszüepin   |
| 36 | CHN | V     | Tung Hunglin    |
| 37 | CHN | V     | Jü Csen         |
| 38 | CHN | KP    | Jang Fangcse    |

## Sikerek
- Kínai másodosztály

Bajnok (2): 2011, 2017
- Kínai harmadosztály

Bajnok (1): 2010

## A klub edzői
A klub eddigi összes edzője:
| - Cse Sangpin (2009–2010) - Szun Hszienlu (2010) - Alekszandr Sztankov (2010–2011) - Csang Öljong (2012) - Aleksandar Stanojević (2012) - Hszü Hung (2012–2013) - Li Ming (megbízott) (2013) - Simo Krunić (2013) - Ma Lin (2013–2014) | - Kurata Jaszuharu (2014) - Mikael Stahre (2015–2016) - Milinko Pantić (2016) - Sergio Piernas Cárdenas (2016) - Juan Ramón López Caro (2016–2017) - Ma Lin (2017–2018) - Bernd Schuster (2018–2019) - Choi Kang-hee (2019) - Rafael Benítez (2019–) |

## Ismertebb játékosok
| Kína - Csen Lej (2012–13) - Csen Tao (2013–15) - Tung Hszüeseng (2012–13) - Hu Csaocsün (2011–12) - Li Hszüepeng (2013–14) - Liu Jü (2012–13) - Lü Peng (2013–14) - Vang Vanpeng (2015–2018) - Jang Lin (2010–12) - Jü Tapao (2012–14) - Jü Hancsao (2013–14) - Csang Csiacsi (2014) - Vang Csinhszien (2014–) - Csu Ting (2015–) - Csou Ting (2017–) - Csin Seng (2018–) | Afrika - Lee Addy (2012) - Almami Moreira (2011) - Seydou Keita (2012–13) - Nabil Báhá (2013) - Peter Utaka (2012–13) - Mohamed Bangura (2016) - Nyasha Mushekwi (2016–) - Sekou Oliseh (2016) Ázsia - Daniel Mullen (2012–13) - Mile Sterjovski (2012) - Nashát Ákram (2014) | Európa - Kiril Kotev (2011) - Leon Benko (2014) - Guillaume Hoarau (2013) - Constantin Budescu (2016) - Niklas Backman (2014–2015) - Mathias Ranégie (2016) - José Fonte (2018) - Yannick Carrasco (2018–) Dél-Amerika - Fábio Rochemback (2012–13) - Gustavo Canales (2012) - Nicolás Gaitán (2018–) |